# Rune Temte
Rune Temte, född den 29 september 1965 i Solbergelva i Nedre Eiker i Buskerud, är en norsk skådespelare. 
Temte har arbetat som skådespelare vid Rogaland Teater, Teatret Vårt i Molde, Det norske teatret, Riksteatret, Teater Ibsen, Sogn & Fjordane Teater, Grenland friteater, Den Norske Opera, Haugesund Teater, Västanå teater (i Sverige), Det Åpne Teatret samt i en rad frigruppsproduktioner. 
Temte har arbetat med TV för NRK och ZDF i Tyskland. Han har bland annat medverkat i spelfilmerna Fia og klovnene, Ulykken och Deadline Torp. Från hösten 2014 kan man se honom i den norska såpoperan Hotel Cæsar. Hösten 2015 kunde man se honom i BBC-serien The Last Kingdom, där han spelade vikingen Ubba.